# Serrat de Boquià
El Serrat de Boquià és una serra situada al municipi de Serinyà a la comarca del Pla de l'Estany, amb una elevació màxima de 470,6 metres.